# 勒梅尼勒叙比勒
勒梅尼勒叙比勒（法語：Le Mesnil-sur-Bulles，法語發音：[lə menil syʁ byl]，意为“比勒上方的勒梅尼勒”）是法国瓦兹省的一个市镇，属于克莱蒙区。

## 地名
与通常在法语地名中表示“在……河畔”之意的“sur”不同，该地名Le Mesnil-sur-Bulles中的“sur”意为“在……上方”，表示名为勒梅尼勒（Le Mesnil）的该地与比勒（Bulles）的位置关系，并以“比勒上方的勒梅尼勒”之名区分其他的“勒梅尼勒”，且事实上在该地附近也并无“比勒河”存在。

## 地理
勒梅尼勒叙比勒（49°29'10"N, 2°20'42"E）面积6.26 平方千米，位于法国上法蘭西大區瓦兹省，该省份为法国北部内陆省份，北起索姆省，西接厄尔省和滨海塞纳省，南至塞纳-马恩省和瓦兹河谷省，东临埃纳省。
与勒梅尼勒叙比勒接壤的市镇（或旧市镇、城区）包括：努拉尔勒弗朗、比勒、富尔尼瓦勒、勒普莱西耶叙比勒、圣雷米昂洛、瓦莱斯库尔。
勒梅尼勒叙比勒的时区为UTC+01:00、UTC+02:00（夏令时）。

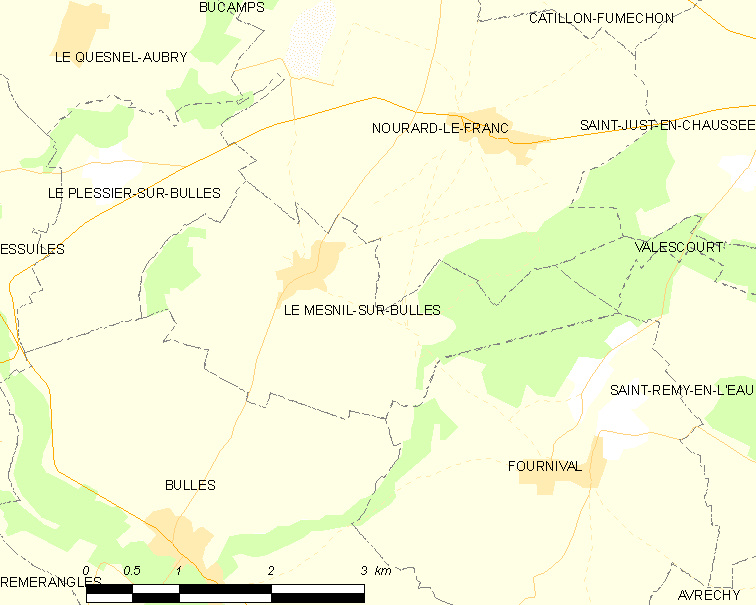
勒梅尼勒叙比勒的OSM定位图

## 行政
勒梅尼勒叙比勒的邮政编码为60130，INSEE市镇编码为60400。

## 政治
勒梅尼勒叙比勒所属的省级选区为圣瑞斯特昂绍塞县。

## 人口

1962-2008年间勒梅尼勒叙比勒人口变化图示

勒梅尼勒叙比勒于2022年1月1日时的人口数量为266人。